# Agencia de Información y Control Alimentarios
La Agencia de Información y Control Alimentarios (AICA), conocida entre 1988 y 2014 como Agencia para el Aceite de Oliva, es un organismo público español, adscrito al Ministerio de Agricultura, Pesca y Alimentación, que se encarga de gestionar los sistemas de información y control de los mercados oleícolas, lácteos, vinícolas y los de aquellos otros que el Ministerio determine; y del control del cumplimiento de lo dispuesto en la Ley 12/2013, de 2 de agosto, de medidas para mejorar el funcionamiento de la cadena alimentaria.

## Historia

### Los orígenes: el aceite de oliva
El origen de la AICA se encuentra en el año 1987. En este tiempo se aprobó por parte de las Cortes Generales la Ley 28/1987, de 11 de diciembre, que creó un nuevo organismo público: la Agencia para el Aceite de Oliva (AAO).
Esta breveme norma crea el nuevo organismo a partir de los mandatos europeos previstos en los Reglamentos 2262/1984, del Consejo, de 17 de julio, y 27/1985, de la Comisión, de 4 de enero, que establece la necesidad de que los Estados miembros creen organismos autónomos de control para las ayudas que se otorgen al sector del aceite de oliva. Se adscribió al Ministerio de Agricultura, Pesca y Alimentación y su director tenía nivel orgánico de subdirector general. En septiembre de 1988 se aprobó su Estatuto, que puso en funcionamiento la AAO.

### Ley de la cadena alimentaria: resignificación de la agencia
En el año 2013 se aprueba la Ley de medidas para mejorar el funcionamiento de la cadena alimentaria, cuya disposición adicional primera transformó la Agencia para el Aceite de Oliva en la Agencia de Información y Control Alimentarios tras ampliar sus funciones no solo a los mercados oleícolas que ya supervisaba, si no también a otros como los lácteos, vinícolas y cualquier otro que se le asignara. Esta transformación se materializó el 1 de enero de 2014 y sus nuevos estatutos fueron aprobados en abril de 2014. Al año siguiente, en febrero de 2015, se ordenó la actividad inspectora de la Agencia, comprendiendo los aspectos referentes al personal inspector, la planificación de las actuaciones inspectoras y las consecuencias derivadas de las actividades de control.
A raíz de las protestas del sector primario en 2020, el ministro de Agricultura, Luis Planas, se comprometió, entre otras cosas, a fortalecer la Agencia para asegurar que se cumple la Ley de la cadena alimentaria. Fruto de este compromiso, a finales de 2020 el Ministerio presentó un presupuesto para el año 2021 con un incremento de dos millones de euros con respecto al vigente presupuesto de 2018, un aumento de casi el 32%. Esta tendencia se mantuvo en 2022, con otro importante aumento de casi el 13 %.
En la misma línea, en diciembre de 2021 las Cortes Generales aprobaron una modificación de la Ley de la cadena alimentaria de 2013. En lo que respecta a la AICA, por una parte, se le concedió autoridad plena para acceder al registro digital en el que se inscriben los contratos alimentarios que se suscriban con los productores primarios y las agrupaciones de éstos, así como sus modificaciones, para realizar las comprobaciones pertinentes en el ámbito de sus competencias. Por otra, con el objetivo de potenciar la eficiencia en la gestión y la seguridad jurídica, se traslada la competencia decisoria en las sanciones pecuniarias de menor entidad (cuando no superen los 100.000 euros) que hasta entonces poseía el director general de la Industria Alimentaria, en el director de la Agencia de Información y Control Alimentarios.
Asimismo, la ley de 2021 declara a la AICA como Autoridad Nacional de Ejecución, siendo el máximo órgano responsable del Estado en velar por el cumplimiento de la ley de la Cadena Alimentaria.
El 15 de febrero de 2024, el ministro Planas anunció la transformación de la AICA en una agencia estatal para reforzar sus competencias de inspección y aumentar la vigilancia a las importaciones de los mercados de países terceros.

## Autoridad de Ejecución
La Ley 16/2021, de 14 de diciembre, por la que se modifica la Ley 12/2013, de 2 de agosto, de medidas para mejorar el funcionamiento de la cadena alimentaria, establece a la Agencia de Información y Control Alimentarios como Autoridad de Ejecución de ámbito nacional. Esta condición permite a la Agencia, además de ser el organismo encargado de establecer y desarrollar el régimen de control necesario para comprobar el cumplimiento de lo dispuesto en ley para mejorar el funcionamiento de la cadena alimentaria, ser el punto de contacto para la cooperación tanto entre autoridades de ejecución como con la Comisión Europea, tal y como establece la Directiva (UE) 2019/633 del Parlamento Europeo y del Consejo, de 17 de abril de 2019, relativa a las prácticas comerciales desleales en las relaciones entre empresas en la cadena de suministro agrícola y alimentario.

### Comité de cooperación
Debido al sistema político español, las competencias en estas materias están repartidas entre el gobierno central y las regiones españolas. Así, la ley autoriza a las comunidades autónomas a establecer sus propias autoridades de ejecución dentro de sus competencias, y para coordinar a la AICA con éstas y con la propia Unión Europea, existe un Comité de Cooperación de las autoridades de ejecución. El comité se constituyó el 16 de febrero de 2022.

## Estructura
La Agencia se estructura a través de un órgano directivo y un órgano consultivo:
- El órgano directivo es el Director de la Agencia de Información y Control Alimentarios. Este posee rango de subdirector general, es la cabeza del organismo y, como tal, lo dirige y representa.
- El órgano consultivo es el Consejo Asesor, integrado por representantes de la Administración General del Estado, de las comunidades autónomas, de la producción y la transformación de los sectores alimentarios que estén interesados y de la distribución y los consumidores.
  - La presidencia del Consejo Asesor la ejerce el Secretario General de Agricultura y Alimentación, y la vicepresidencia el director general de la Industria Alimentaria.
  - Entre los vocales, aparte del director de la Agencia, están representantes de los Ministerios de Agricultura, de Economía, de Hacienda, de la AECOSAN, de la CNMC, de cooperativas, asociaciones y otras organizaciones sociales, de las comunidades autónomas y del Consejo de Consumidores y Usuarios.

Otros órganos son:
- La Secretaría General, responsable de la gestión de los recursos humanos, régimen interior, régimen jurídico, régimen económico financiero y la gestión y mantenimiento del Registro Estatal de Buenas Prácticas Mercantiles en la Contratación Alimentaria.
- La Unidad Técnica de Información de Mercados y de Inspección a la que corresponde la captura de los datos y el análisis y el procesado de sus resultados, así como la planificación y ejecución de los controles y la evaluación de sus resultados.
- La Unidad Técnica de Seguimiento de la Cadena a la que corresponde la vigilancia, evaluación y control de los contratos alimentarios y de las prácticas comerciales en la cadena alimentaria, así como la promoción de las buenas prácticas comerciales.

Además, la Agencia posee una estructura variable, dependiendo de los puestos de trabajo que se precisen. Asimismo, posee unidades de la Intervención General de la Administración del Estado y de la Abogacía del Estado.

## Presupuesto
| Año  | Presupuesto | Incremento | Ref.   |
| ---- | ----------- | ---------- | ------ |
| 2013 | 5.241.330 € |            | [ 17 ] |
| 2014 | 5.611.840 € | 7,07 %     | [ 18 ] |
| 2015 | 5.609.320 € | 0,45 %     | [ 19 ] |
| 2016 | 5.793.340 € | 3,28 %     | [ 20 ] |
| 2017 | 6.174.620 € | 6,58 %     | [ 21 ] |
| 2018 | 6.269.280 € | 1,53 %     | [ 22 ] |
| 2019 | 6.269.280 € | 0 %        | [ 22 ] |
| 2020 | 6.269.280 € | 0 %        | [ 22 ] |
| 2021 | 8.262.810 € | 31,8 %     | [ 23 ] |
| 2022 | 9.305.480 € | 12,6 %     | [ 24 ] |
| 2023 | 9.305.480 € | 0 %        | [ 25 ] |
| 2024 | 9.305.480 € | 0 %        | [ 25 ] |
| 2025 | 9.305.480 € | 0 %        | [ 25 ] |

## Directores
| N.º                                           | Nombre                          | Mandato                         | Cuerpo                                                               | Ref.                            |
| Agencia para el Aceite de Oliva               | Agencia para el Aceite de Oliva | Agencia para el Aceite de Oliva | Agencia para el Aceite de Oliva                                      | Agencia para el Aceite de Oliva |
| --------------------------------------------- | ------------------------------- | ------------------------------- | -------------------------------------------------------------------- | ------------------------------- |
| 1.º                                           | Vicente Fernández Lobato        | 1988-1995                       | Cuerpo de Ingenieros Agrónomos del Estado                            | [ 26 ]                          |
| 2.º                                           | Julio Blanco Gómez              | 1995-1997                       | Cuerpo de Ingenieros Agrónomos del Estado                            | [ 27 ]                          |
| 3.º                                           | Álvaro González Coloma Pascua   | 1997-2003                       | Escala de Técnicos Facultativos Superiores de OO. AA. del Ministerio | [ 28 ]                          |
| 4.º                                           | Valentín Almansa Sahagún        | 2003-2004                       | Cuerpo Nacional Veterinario                                          | [ 29 ]                          |
| 5.º                                           | Carlos Sánchez Laín             | 2004-2013                       | Cuerpo Superior de Administradores Civiles del Estado                | [ 30 ]                          |
| Agencia de Información y Control Alimentarios |                                 |                                 |                                                                      |                                 |
| 6.º                                           | José Miguel Herrero Velasco     | 2014-2018                       | Cuerpo de Ingenieros Agrónomos del Estado                            | [ 31 ]                          |
| 7.ª                                           | Gema Hernández Maroñas          | 2018-pres.                      | Cuerpo de Ingenieros Agrónomos del Estado                            | [ 32 ]                          |